# Cimitero militare germanico della Futa
Il cimitero militare germanico della Futa si trova nel comune di Firenzuola (in provincia di Firenze, a metà strada tra Firenze e Bologna) sulla dorsale appenninica tosco-romagnola, importante via di comunicazione e teatro, durante l'ultimo conflitto mondiale, di feroci scontri.
Il cimitero sorge sulla cima di un rilievo montuoso dell'Appennino Tosco-Romagnolo a quota 950 m s.l.m., nelle immediate vicinanze del passo della Futa.
La strada che costeggia il cimitero segue l'andamento delle vallate e dei crinali adagiandosi sulla dorsale appenninica nel valico naturale della Futa. Percorrendo questa arteria in direzione nord si scorge l'ingresso del cimitero sormontato dal maestoso muro triangolare in pietra grigia posto alla sommità del poggio che si eleva sopra i terrazzamenti a gradonate dei sepolcri, immerso tra la vegetazione circostante caratteristica dei paesaggi di alta quota, costituita prevalentemente di boschi di conifere, abeti bianchi e rossi e di latifoglie, faggi e aceri montani.

## Storia

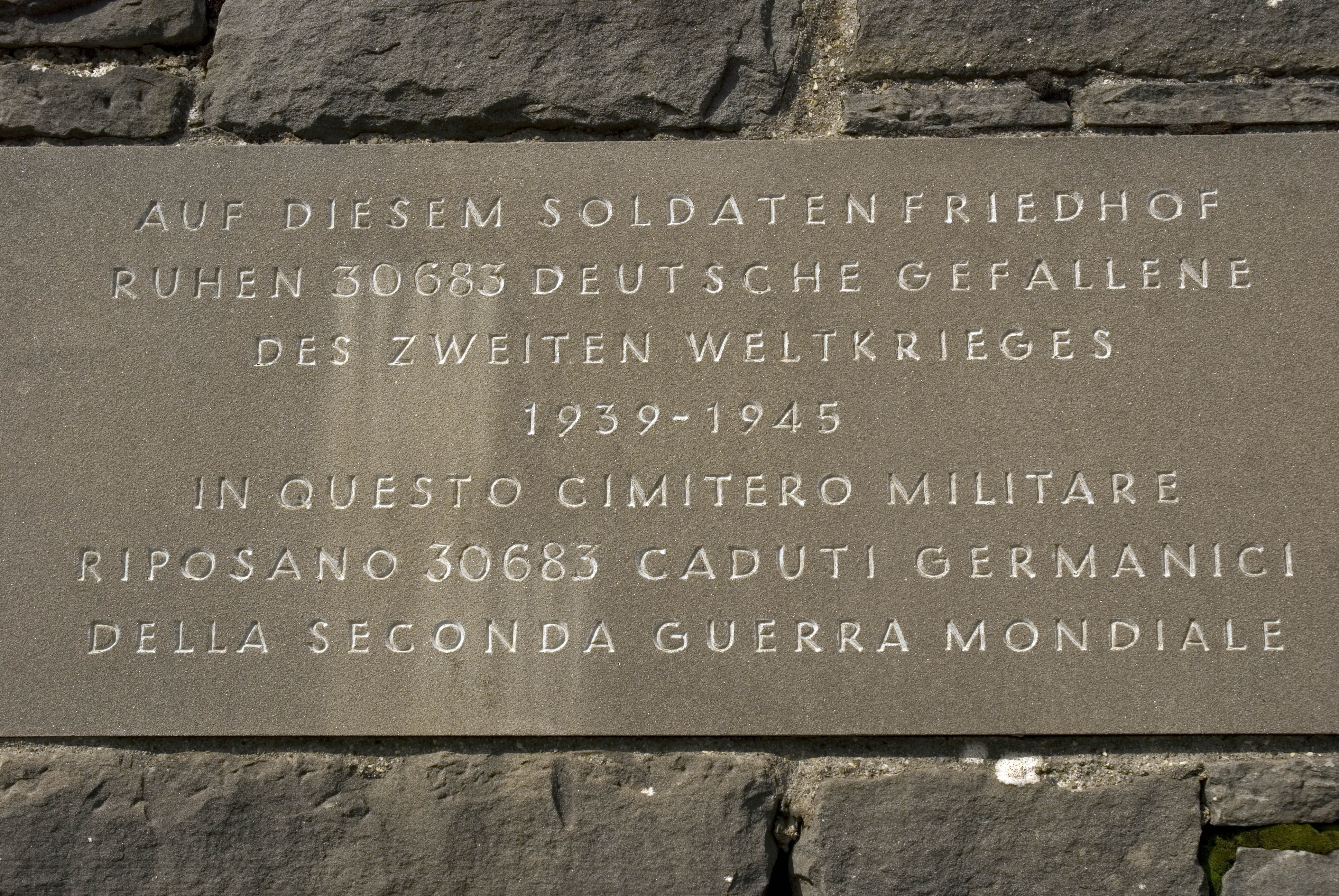
Iscrizione all'ingresso

Il cimitero è il più grande fra quelli realizzati in Italia dal Volksbund Deutsche Kriegsgräberfürsorge, l'ente privato sovvenzionato dallo Stato tedesco per il servizio delle onoranze ai caduti di guerra germanici.
Nel 1955 viene stipulato un accordo fra l'Italia e la Repubblica Federale di Germania per la sistemazione definitiva delle salme dei soldati tedeschi caduti in guerra in territorio italiano. Secondo tale intesa lo Stato italiano avrebbe dovuto fornire gratuitamente ed in uso perpetuo le aree da destinare a cimiteri di guerra.
Realizzato a partire dal 1961 su progetto dell'architetto tedesco Dieter Oesterlen, viene inaugurato ufficialmente il 28 giugno 1969, e accoglie 30.683 salme, provenienti da 2.069 comuni italiani. Il primo custode del cimitero, Gustav Lorenz, ha provveduto a recuperare i caduti seppelliti in vari sepolcreti temporanei, trasferendoli al nuovo cimitero.

## L'area cimiteriale
Il cimitero occupa una superficie di circa 12 ettari e si sviluppa lungo le pendici del rilievo montuoso assecondando con lievi terrazzamenti il naturale andamento del terreno.
Superato l'ingresso carrabile, dall'area destinata a parcheggio riservato ai visitatori, si scorge l'abitazione del custode. Mediante un sentiero in salita si raggiunge un edificio di piccole dimensioni con copertura piana e rivestimento in pietra e legno che ospita al suo interno un ufficio e la portineria.
Un muro di pietra arenaria grigia a conci sfalsati e irregolari lungo due chilometri avvolge il monte fino alla cima, circondando i sepolcri. L'ultima spirale culmina in un imponente muro piramidale che si erge in altezza a guisa di scheggia avvolgendo su due lati il cortile d'onore sotto il quale si trova la cripta commemorativa. La pavimentazione del cortile e una parete del muro monumentale sono impreziositi da un rivestimento decorativo a inserti irregolari di pietra serena, travertino, granito e marmi. La cripta sottostante illuminata da tre finestre a nastro che si aprono sulla parete esposta a ovest commemora i caduti di guerra dispersi.
Una seconda cripta con accesso dal lato nord accoglie le salme e le lapidi funerarie provenienti dal preesistente cimitero militare di Cervia.
La zona sepolcrale si sviluppa su terrazze verdi a gradoni attraversate da sentieri concentrici e scalinate. Le 16.000 lastre di granito grigio sono raggruppate in 72 settori di diversa grandezza e su ciascuna di esse sono incisi i nomi di due o quattro soldati.
In prossimità dei percorsi sporgono dal muro perimetrale 67 croci di pietra. Alcune vasche d'acqua di forma circolare sono dislocate tra le tombe in posizioni asimmetriche.

## Altre immagini

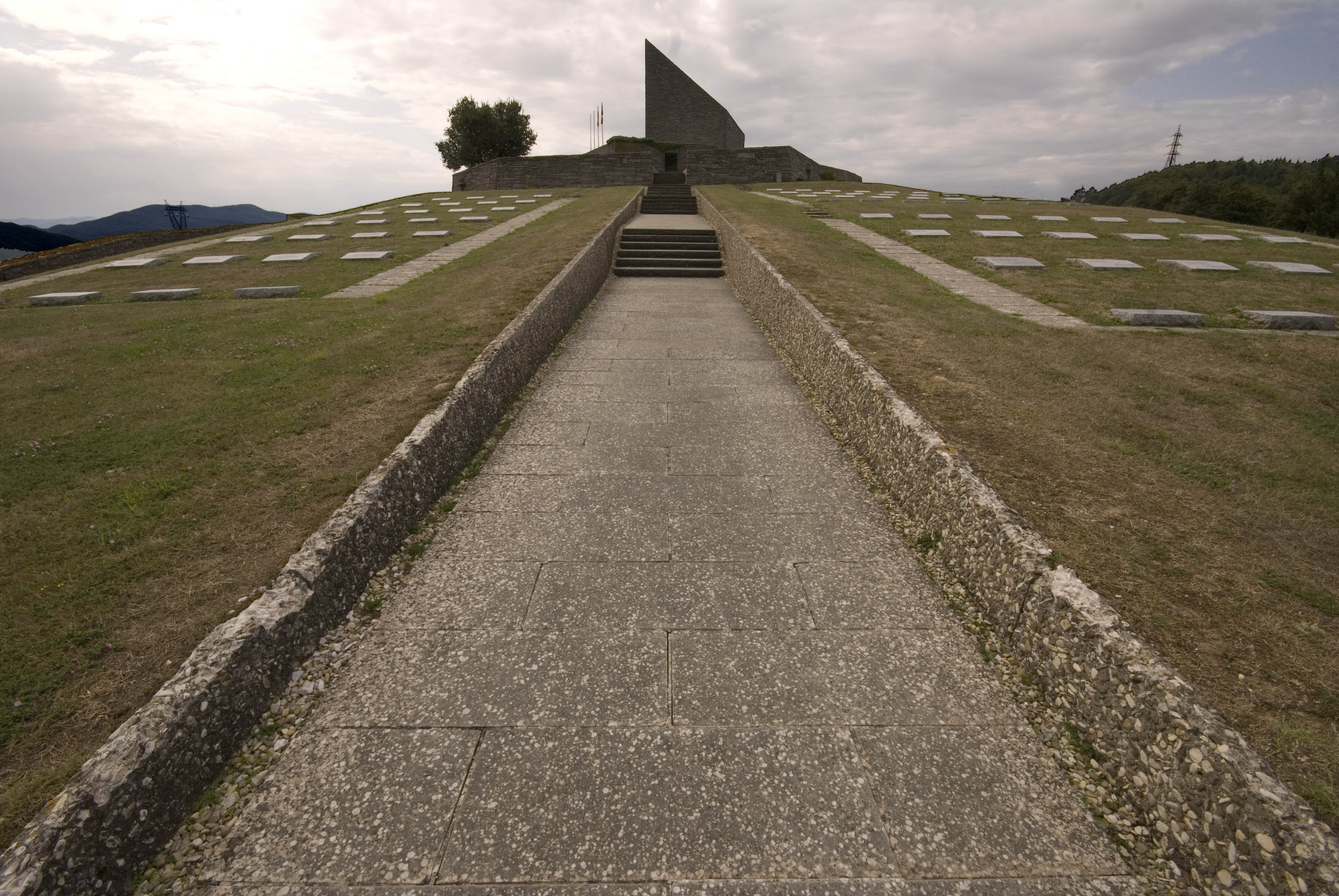
Salita al sacrario
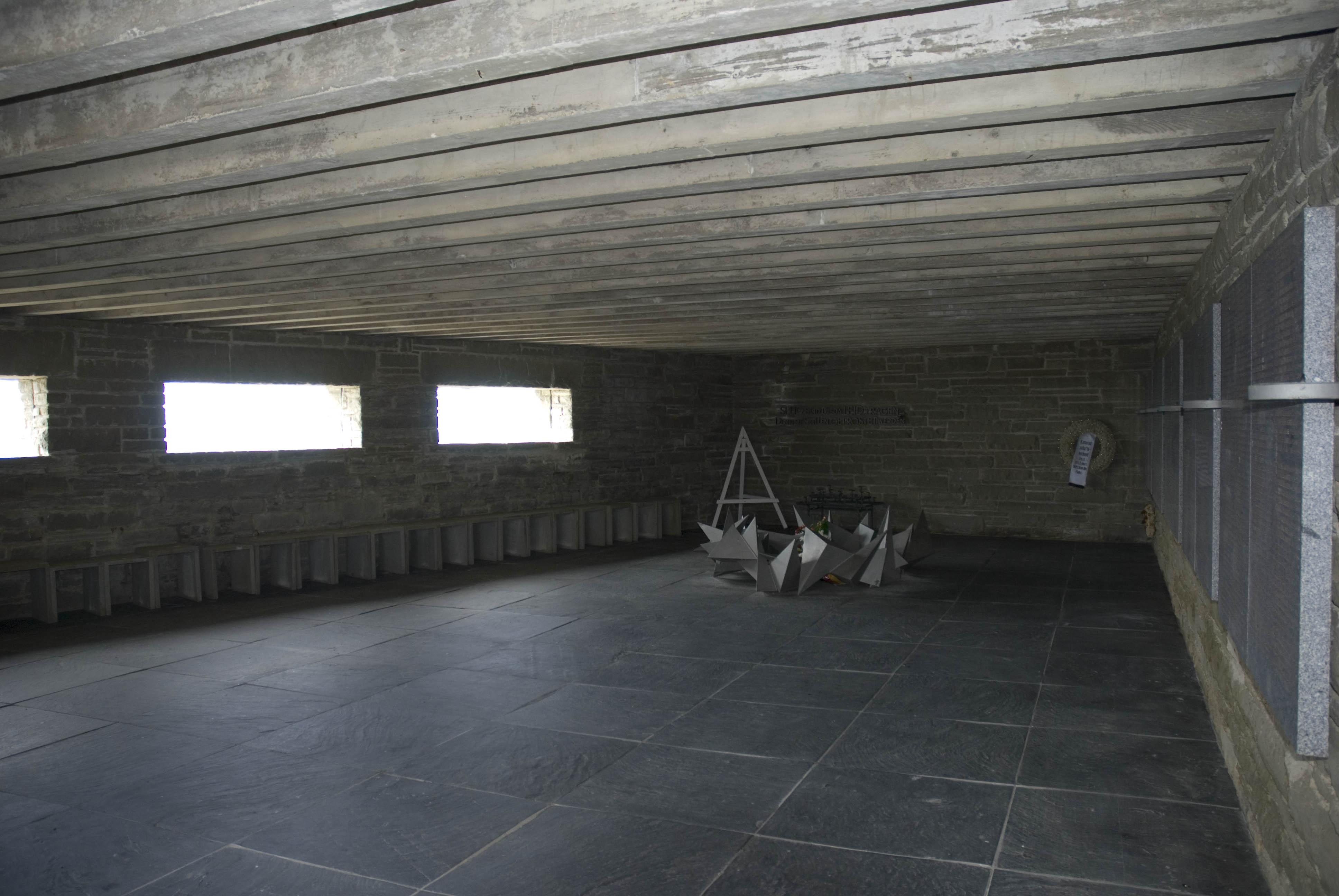
L'interno
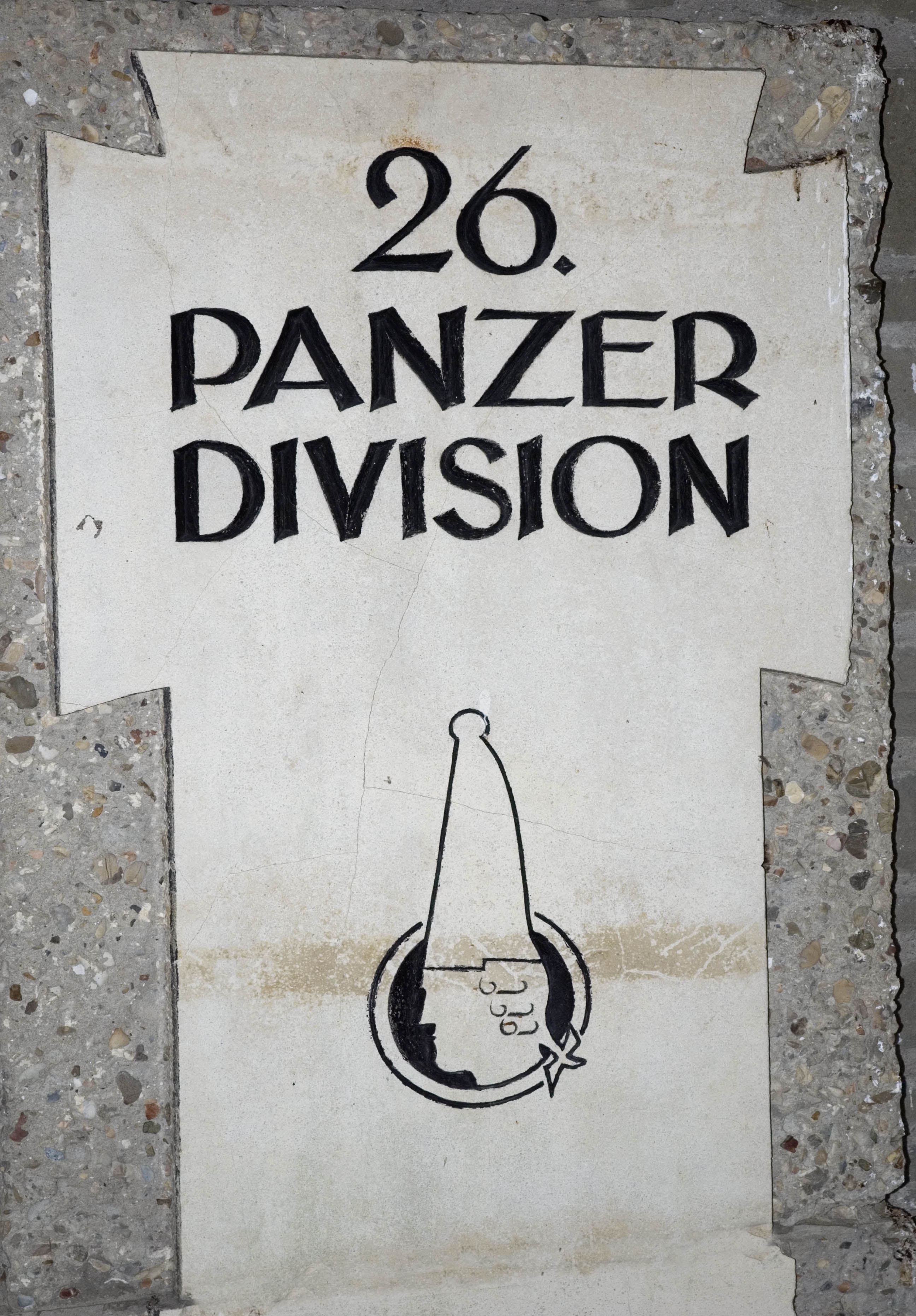
Stele di una divisione di carristi (26. Panzer-Division)
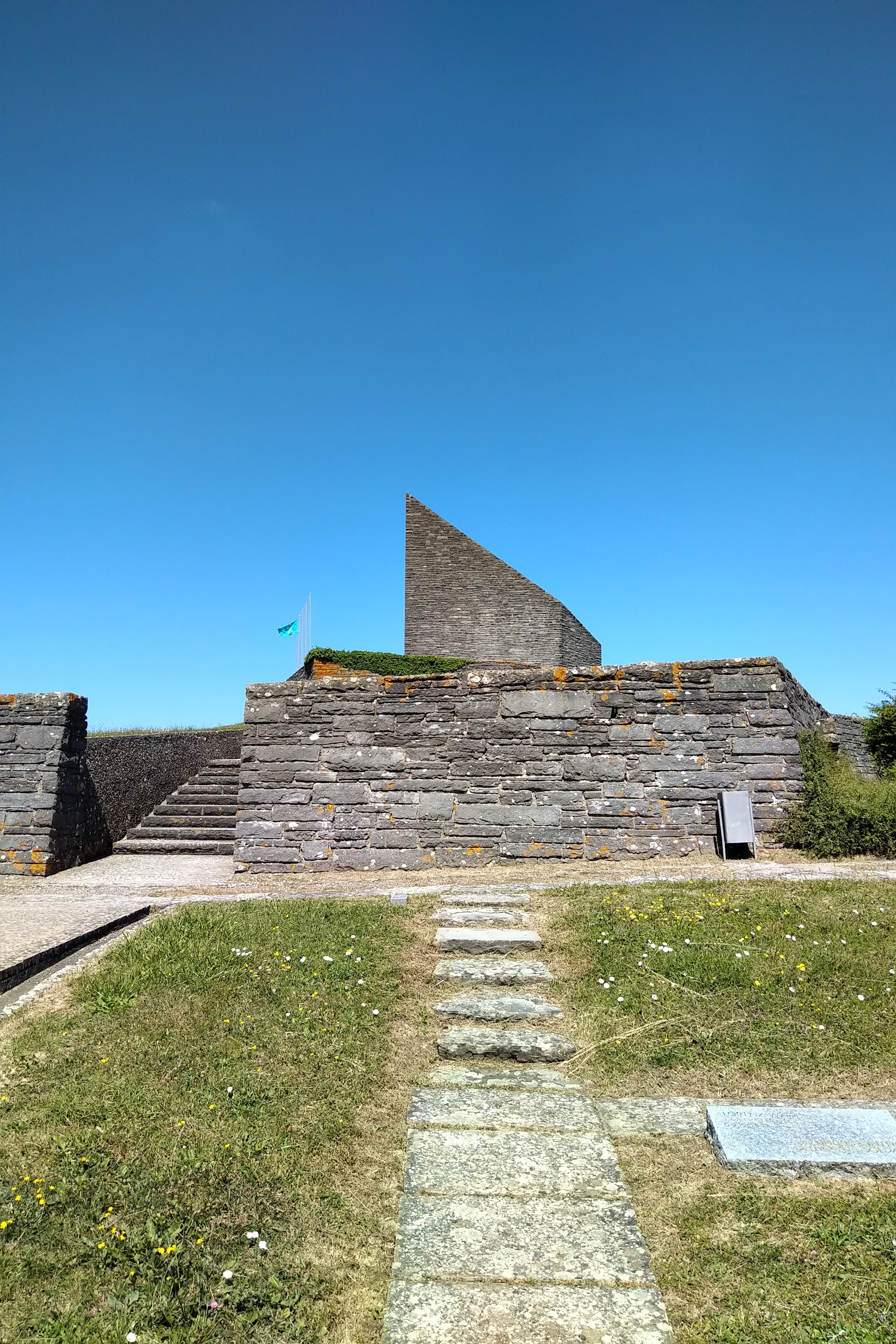
Il memoriale
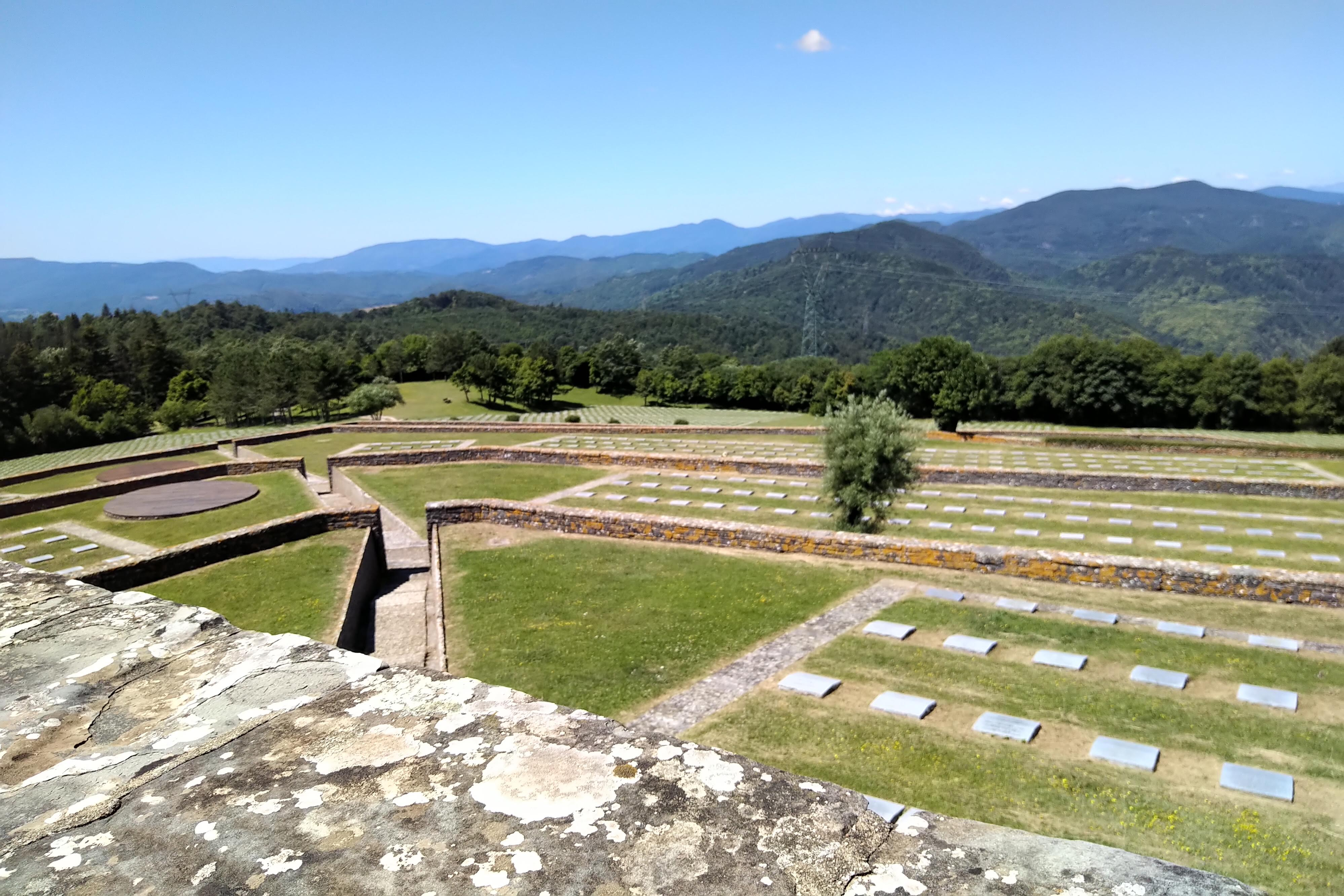
Vista del cimitero
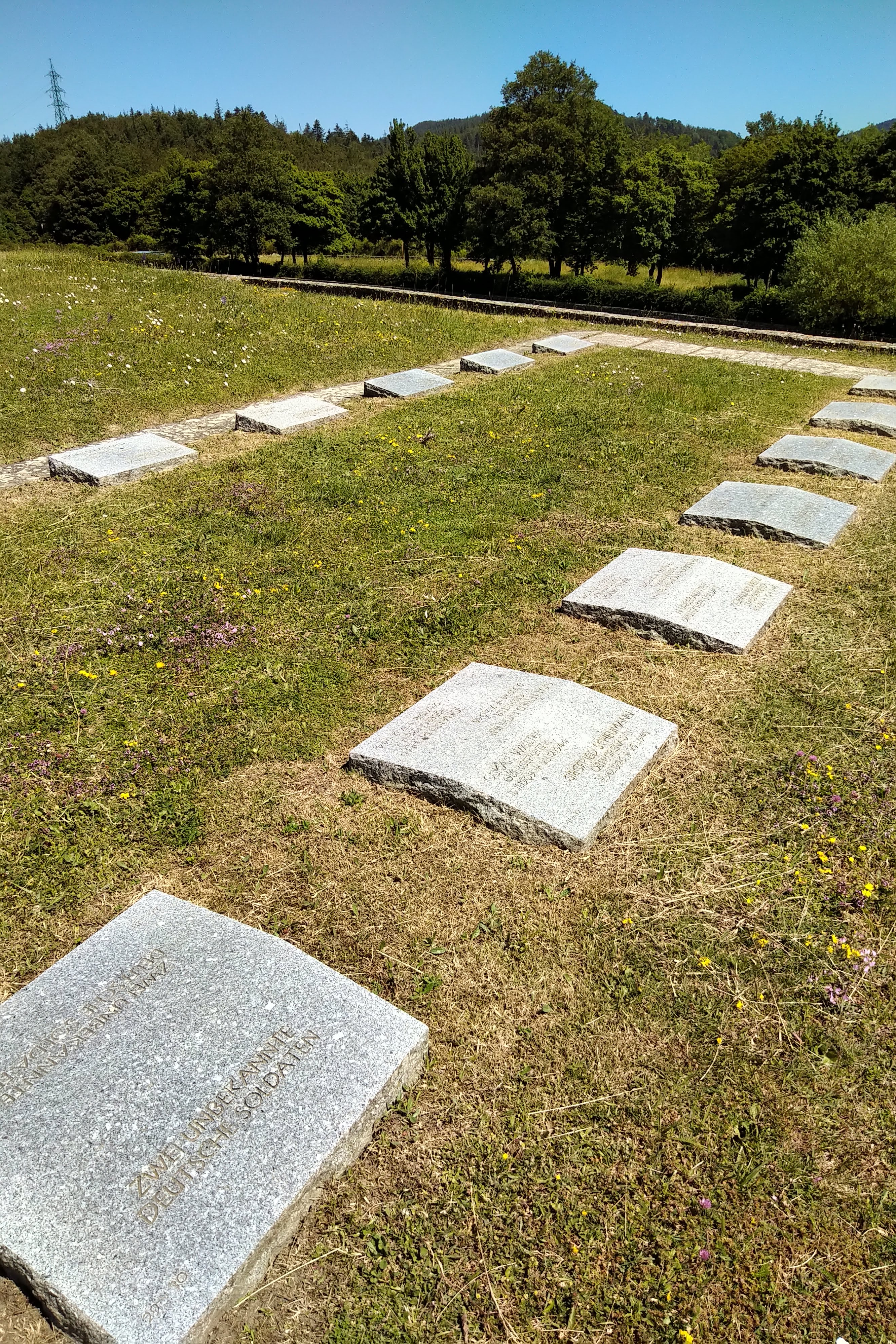
Particolare dei ceppi dei soldati tedeschi